# Matthews (Indiana)
Matthews ist eine Town im Jefferson Township des Grant County im US-Bundesstaat Indiana. Laut einer Schätzung 2000 hatte sie eine Einwohnerzahl von 595 auf einer Fläche von 0,9 km². Die Bevölkerungsdichte liegt bei 661 pro km².

## Geschichte
Die Ortschaft wurde 1895 gegründet und nach dem Gouverneur von Indiana, Claude Matthews, benannt. Die Ortsgründer erhofften sich von einem nahe gelegenen Gasfeld eine wirtschaftlich bedeutende Zukunft. Um 1903 war jedoch das Gasfeld erschöpft.

## Sehenswürdigkeiten
Die Cumberland Covered Bridge ist eine 55 Meter lange überdachte Holzbrücke, die 1877 erbaut wurde. Sie überquert den Mississinewa River östlich des Ortskerns und wurde 1978 in das National Register of Historic Places aufgenommen. An der Brücke findet jedes Jahr ein dreitägiges Country-Fest statt. 